# حسين صبور
حسين فايق صبور (1936 - 25 فبراير 2021)، هو مهندس مصري يُلقب بشيخ العقاريين، يعرف بأنه كبير معماري مصر، وأحد أبرز المستثمرين في قطاع العقارات. وكان رئيسا لنادي الصيد عام 1992. أسس العديد من شركات التنمية العقارية في مصر كما ساهم في إقامة العديد في المدن الجديدة في مصر، شغل رئيس جمعية رجال الأعمال المصريين. ترأس المجلس المصري الأمريكي المشرف على إنفاق المعونة العسكرية الأمريكية لمصر خلال عقدي الثمانينات والتسعينات، والتي كانت تزيد على مليار دولار سنوياً.

## حياته
ولد في عام 1936.

## تاريخه المهني
- تخرج من كلية الهندسة جامعة القاهرة (مدني عام 1957)
- حصل بعد تخرجه على دبلوم تخطيط الطرق 1958 ودبلوم التنمية الأساسية 1962
- شغل منصب رئيس مجلس الإدارة والعضو المنتدب لشركة الأهلي للتنمية العقارية (الشركة الرائدة في مجال التنمية العقارية والتي يساهم فيها البنك الأهلي المصري بنسبة 40%)
- رأس مكتب المهندس الإستشارى حسين صبور ويعتبر من أكبر المكاتب الاستشارية في مصر وأفريقيا والعالم العربي، كذلك توسعت نشاطاته في أوروبا
- رئيس مجلس إدارة مجموعة من الشركات التي يتعلق نشاطها بالعمل الهندسي أو يرتبط به فعلى سبيل المثال:
  - شركة أورينتال ريزورتس للتعمير السياحي
  - شركة الأهلي للإستثمارات العمرانية
  - شركة جنوب سيناء للإدارة والتنمية والإستثمار
  - شركة مصر أمريكا للتنمية
  - شركة ريلانتكس للقرى السياحية
  - الشركة المصرية للمشروعات الترفيهية والسياحية (إيسيتا)
- شغل منصب عضو مجلس إدارة الهيئة العامة للإستثمار والمناطق الحرة
- شغل منصب رئيس مجلس إدارة جمعية رجال الأعمال المصريين
- شغل منصب نائب رئيس اتحاد رجال الأعمال العرب
- شغل عضو مجلس إدارة غرفة التجارة المصرية البريطانية
- شغل منصب عضو مجلس إدارة المجلس التصديري للتشييد المصري
- شغل منصب عضو مجلس إدارة الشركة القومية للتشييد والتعمير
- شغل منصب عضو مجلس إدارة مركز «تطوير الدراسات العليا والبحوث في العلوم الهندسية» بكلية الهندسة – جامعة القاهرة
- شغل منصب عضو المجلس الأعلى لجمعية الهلال الأحمر المصري
- شغل منصب رئيس مجلس إدارة جمعية خريجي كلية الهندسة – جامعة القاهرة
- ساهم في إنشاء اتحاد الاستشاريين من الدول الإسلامية ومقره إسطنبول وشغل منصب نائب رئيس مجلس الإدارة في السنوات الأربع الأولى من تاريخ إنشائه
- ساهم في تكوين المائدة المستديرة لرجال الأعمال الأفارقة ومقرها أبيدجيان (ساحل العاج) وشغل منصب نائب الرئيس فيها لمدة أربع سنوات
- ساهم في إنشاء أول شركة مصرية تعمل بنظام الــ BOT في مصر وقام برئاستها لسنوات عديدة
- كان رئيسا لمجلس الأعمال المصري الأمريكي
- شغل منصب رئيس بنك المهندس لمدة تزيد عن الخمس سنوات
- شغل منصب رئيس مجلس إدارة شركة المجموعة المصرية العقارية لمدة ست سنوات
- شغل منصب عضو مجلس إدارة شركة المقاولون العرب (عثمان أحمد عثمان وشركاه).[3]

## وفاته
توفي يوم الخميس 25 فبراير 2021 بمدينة القاهرة عن عمر يناهز 85 عامًا.

## من أعماله

### المشروعات التي قام بتنفيذها
- مترو الأنفاق بالقاهرة
- مدينة السادات
- مدينة 6 أكتوبر

### ومن المشروعات السياحية
- شيراتون الجزيرة
- هيلتون الأقصر
- فندق سميراميس
- تحسين وتوسيع شبكات الكهرباء بالقاهرة والإسكندرية
- الصرف الصحي بالقاهرة الكبرى والسويس والإسماعيلية وبورسعيد
- الحديقة الدولية بمدينة نصر
- تخطيط كورينش النيل بالقاهرة
- المشاركة في تقويم منشآت طابا السياحية

### من بحوثه
- الإسكان مشكلة لها حل

## أسرته
نجل المهندس علي فائق صبور والسيدة نادرة مصطفى الخولي.
شقيق الطبيب محمد صادق صبور

ابنه المهندس أحمد حسين صبور العضو المنتدب لشركة الأهلي للتنمية العقارية، وابنه عمر كذلك عضو بشركة الأهلي للتنمية العقارية.